# Cudoniella
Hełmiczka (Cudoniella Sacc.) – rodzaj grzybów z typu workowców (Ascomycota).

## Systematyka i nazewnictwo
Pozycja w klasyfikacji według Index Fungorum: Tricladiaceae, Helotiales, Leotiomycetidae, Leotiomycetes, Pezizomycotina, Ascomycota, Fungi.
Synonimy nazwy naukowej: Helotium Pers., Isosoma Svrček, Peziza b Helotium (Pers.) Fr.
W 2024 Komisja ds. Polskiego Nazewnictwa Grzybów Polskiego Towarzystwa Mykologicznego zarekomendowała używanie nazwy hełmiczka.
Gatunki występujące w Polsce:
- Cudoniella acicularis (Bull.) J. Schröt. 1893 – hełmiczka dębowa
- Cudoniella clavus (Alb. & Schwein.) Dennis 1964 – hełmiczka wilgociolubna
- Cudoniella junciseda (Velen.) Dennis 1968
- Cudoniella rubicunda (Rehm) Dennis 1964
- Cudoniella tenuispora (Cooke & Massee) Dennis 1974 – hełmiczka czarnobrzeżna

Nazwy naukowe na podstawie Index Fungorum. Wykaz gatunków według M.A. Chmiel i innych. Polskie nazwy na podstawie rekomendacji Komisji ds. Polskiego Nazewnictwa Grzybów przy Polskim Towarzystwie Mykologicznym.